# Donau-Einkaufszentrum

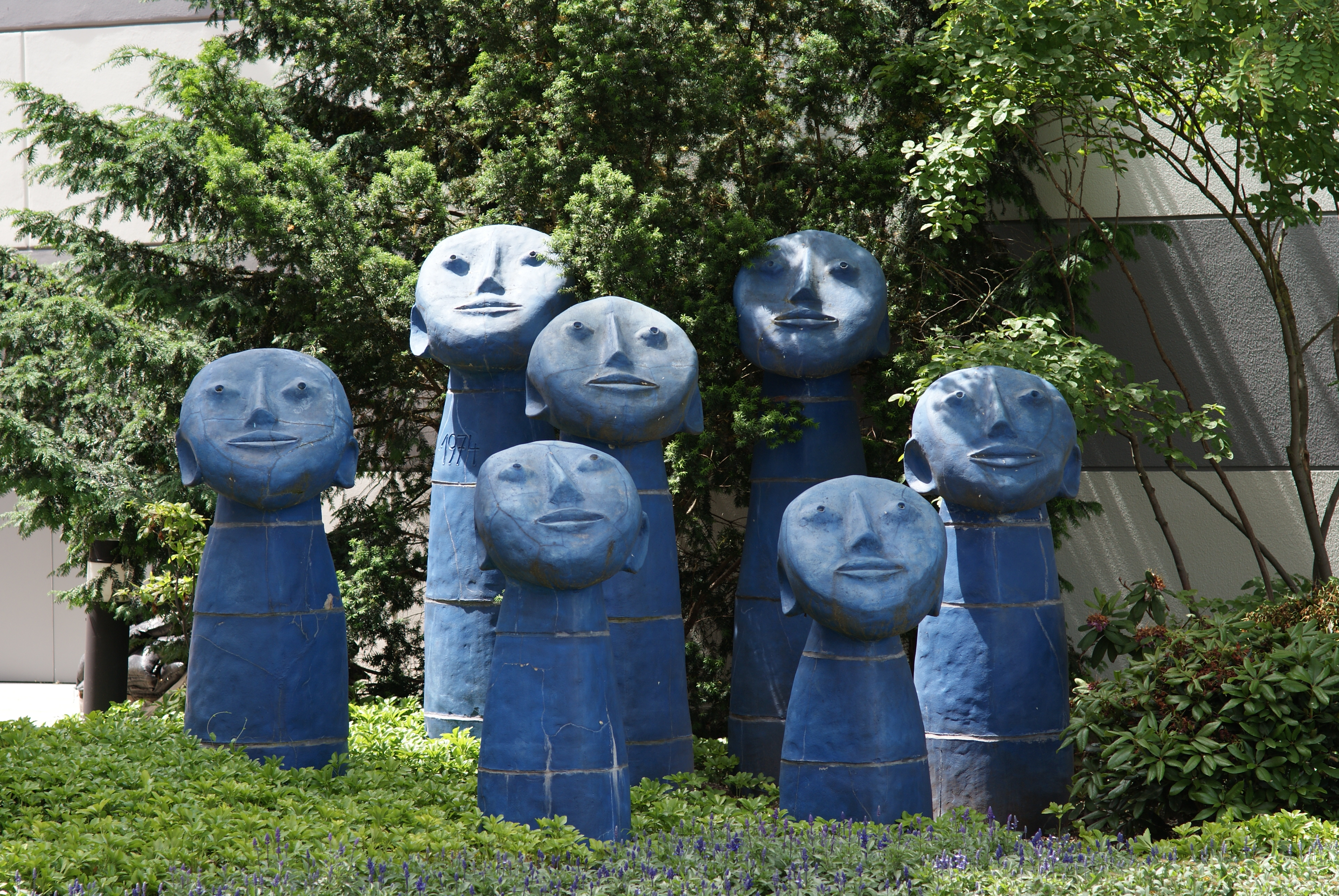
Sterngucker, 1974, Terrakotta von Peter Mayer am Nordeingang

Das Donau-Einkaufszentrum (DEZ) liegt in Regensburg nördlich der Donau im Stadtteil Weichs. Es wurde 1967 von Johann Vielberth als erstes vollklimatisiertes, zweigeschossiges Einkaufszentrum Europas errichtet und ist das älteste große Einkaufszentrum Bayerns, es wurde seither mehrmals erweitert. Es gilt mit dem 1964 eröffneten Main-Taunus-Zentrum als „Pionier“ der Einkaufszentren in Deutschland und ist eines der größten deutschen Einkaufszentren.
Heute beherbergt es über 140 Geschäfte aus dem Bereichen Einzelhandel, Gastronomie und Dienstleistungen sowie 12 Arztpraxen auf einer Mietfläche von 82.000 m² (102.000 m² Grundstücksfläche, 55.000 m² Verkaufsfläche) und beschäftigt ca. 1.800 Mitarbeiter. Es zählt täglich ca. 30.000 Besucher, für die über 3.300 kostenlose Parkplätze zur Verfügung stehen.

## Weblink
- Donau-Einkaufszentrum

## Belege
1. ↑  Oliver Blank: Entwicklung des Einzelhandels in Deutschland. Der Beitrag des Gebietsmarketings zur Verwirklichung einzelhandelsbezogener Ziele der Raumordnungspolitik. Springer, Wiesbaden 2004, ISBN 978-3-8244-8221-4, S. 189.